# Rudolf Lampl
Rudolf Carl Franz Lampl (* 11. Oktober 1872 in Urfahr; † 24. Juni 1948 in Linz) war ein österreichischer Jurist und Funktionär im Feuerwehrwesen. Er war von 1920 bis 1938 Präsident des Österreichischen Reichsverbandes für Feuerwehr- und Rettungswesen (ÖRVFRw) und seiner Nachfolgeorganisationen.

## Leben
Lampl war der Sohn des Rechtsanwalts und Vizebürgermeisters von Linz Franz Lampl und seiner Frau Maria Berghofer. Nach der Matura am Staatsgymnasium Linz studierte er in Wien und Graz Jus und promovierte 1897 in Graz zum Dr. jur. In den Jahren 1898 bis 1905 war er Mitglied der Freiwilligen Feuerwehr Linz und dort auch Schriftführer. Dieses Amt übte er in den Jahren 1904 und 1905 auch beim Bezirksfeuerwehrverband Linz aus. 1905 übersiedelte er nach Frankenmarkt und war auch dort Mitglied der Feuerwehr. 1909 kehrte er nach Linz zurück und übernahm die Kanzlei des verstorbenen Vaters.
Schon 1904 war Lampl in den Zentralausschuss des Oberösterreichischen Landesfeuerwehrverbandes gewählt worden. In dem Ausschuss war er (1908 bis 1909 zunächst provisorisch) 1914 bis 1926 Vorsitzender. Er war damit auch Schriftleiter der Zeitschrift der oberösterreichischen Feuerwehren. Bereits im Jahr 1910 wurde er auch in den Sonderausschuss des Österreichischen Feuerwehr-Reichsverbandes für die Feuerpolizeiordnungen gewählt. Zu Beginn des Ersten Weltkrieges war er 2. Vorsitzender-Stellvertreter, Obmann des Rechtsausschusses und juristischer Beirat des Rettungsausschusses. Am 20. August 1920 wurde Lampl in Linz zum Präsidenten des Österreichischen Reichsverbandes für Feuerwehr- und Rettungswesen (ÖRVFRw) gewählt. Da der ÖRVFRw beim Deutschen Feuerwehrverband Mitglied war, konnte Lampl auch 3. Vorsitzender dieses Verbandes werden und übte diese Funktion von 1928 bis 1936 aus. Von 1931 bis 1938 war er zudem noch Sekretär der deutschen Sprachgruppe im CTIF, dem Internationalen Technischen Komitee für vorbeugenden Brandschutz und Feuerlöschwesen.
Im Jahr 1935 wurde der Name des Österreichischen Reichsverbandes für Feuerwehr- und Rettungswesen in Österreichischer Feuerwehrverband geändert, Lampl fungierte nun als Bundesfeuerwehrführer. Nach dem „Anschluss Österreichs“ im Jahr 1938 nannte sich der Verband dann kurz Österreichischer Landesfeuerwehr-Verband. Da die Feuerwehrverbände aber mit dem Gesetz über das Feuerlöschwesen, das die Einbindung der Feuerwehren in die Feuerschutzpolizei festlegte, ihre Kompetenzen verloren, löste sich der Verband Mitte 1938 auf und Lampl verlor sein Präsidentenamt. Am 1. Juni 1938 beantragte er die Aufnahme in die NSDAP und wurde rückwirkend zum 1. Mai desselben Jahres aufgenommen (Mitgliedsnummer 6.377.497). Im Frühjahr 1939 musste er als Vorsitzender des Oberösterreichischen Landeswohltätigkeitsvereins die Abwicklung des Vereinsvermögens in die Wege leiten und Schloss Hartheim dem Staat übereignen. Im selben Jahr schloss er seine Rechtsanwaltskanzlei.
Nach dem Zweiten Weltkrieg begann man mit einer Tagung vom 19. bis zum 21. November 1945 in Salzburg, die österreichweite Zusammenarbeit im Feuerwehrwesen wieder neu zu organisieren. Der ohne Einladung aus Linz angereiste Lampl meldete sich bei der Versammlung zu Wort und stellte fest, dass die seinerzeitige Auflösung des Verbandes aus seiner Sicht nicht mehr zu Recht bestehe. Er drückte seine Verwunderung darüber aus, „dass diese Tagung ohne Verständigung des Bundesfeuerwehrführers und Vorsitzenden des Österreichischen Feuerwehrverbandes einberufen wurde.“ Dies wurde von den Anwesenden jedoch bestritten, der frühere Verband sei seit der Auflösung nicht mehr existent. Erst am 19. November 1948, also nach dem Tod Lampls, wurde der heutige ÖBFV im Rahmen eines konstituierenden Bundesfeuerwehrtages in Wien gegründet.
Lampl war seit dem Jahr 1900 mit Anna Schausberger verheiratet. Er starb am 24. Juni 1948 in Linz.

## Auszeichnungen
Quelle
- Medaille der Stadtgemeinde Linz für 10-jährige Dienstzeit (1912)
- Offiziers-Ehrenzeichen des Österreichischen Roten Kreuzes mit Kriegsdekoration (1915)
- Königlich Preußische Rote Kreuz-Medaille 3. Klasse (1917)
- Ehrenmedaille für 25-jähriges verdienstvolles Wirken (1923)
- Offiziers-Ehrenzeichen des Österreichischen Roten Kreuzes (1927)
- Ehrenpräsident des Oberösterreichischen Landes-Feuerwehrverbandes (1927)
- Goldenes Ehrenzeichen für Verdienste um die Republik Österreich (1928)
- Bürgerrecht der Stadt Linz (1929)
- Ehrenkreuz des Landes-Feuerwehrverbandes Baden (1929)
- Goldene Bosnische Feuerwehrmedaille (1930)
- Ehrenkreuz des Deutschen Feuerwehrverbands 1. Klasse (1931)
- Jugoslawisches Ehrenkreuz 1. Klasse (1931)
- Englisches Feuerwehr-Ehrenkreuz (1935)
- Hessisches Feuerwehr-Ehrenzeichen
- Nassauisches Feuerwehr-Ehrenzeichen
- Österreichisches Feuerwehr-Ehrenzeichen 1. Klasse
- Deutsches Feuerwehr-Ehrenzeichen 1. Stufe (1938)
- Ehrenmitglied verschiedener ausländischer Feuerwehrverbände